# Shudō

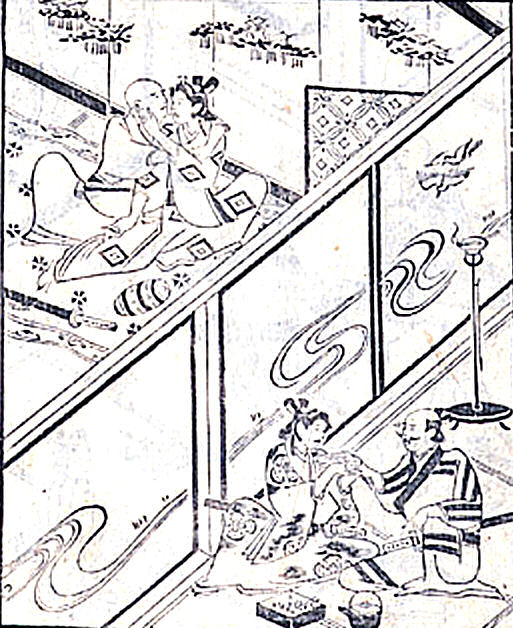
Un incontro di tipo Shudo tra un samurai e un giovane adulto. Tratto da "storia Shudo" (衆道物語) 1661.

Lo shudō (衆道?) era una tradizione di omosessualità in  Giappone strutturata per età, del tutto simile a quella della pederastia greca nel mondo antico occidentale e prevalente nella società dei samurai a partire dal periodo medievale e durato fino alla fine del XIX secolo. La parola è l'abbreviazione di wakashudō (若衆道?), ossia "la via (道?, dō) del giovane (若衆?, wakashu)". Il termine dō è legato alla parola cinese tao, considerata come disciplina strutturata ed un corpo della conoscenza psicofisica come "un modo di svegliarsi".
Nella coppia, il più anziano era chiamato il nenja (念者?), mentre il giovane era riconosciuto come wakashu (若衆?).

## Origini

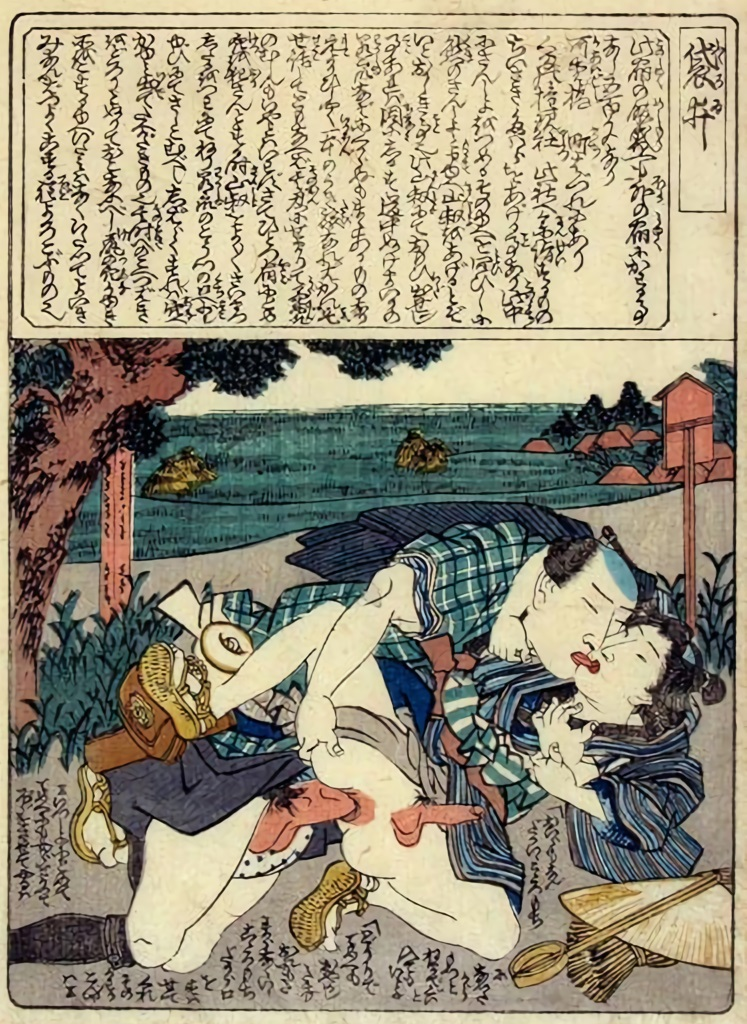
Una stampa shunga di erotismo omosessuale.

Il termine shudō compare per la prima volta nel corso del XVII secolo; la parola ha un suo precedente inerente alla tradizione riguardante le relazioni di omoerotismo giapponese tra monaci e accoliti (postulanti), noto come chigo. Il leggendario presunto fondatore di tali rapporti in Giappone è Kūkai (774-835), noto anche come Kobo Daishi, il fondatore della scuola del buddhismo Shingon di stampo tantra, che dicono abbia portato le conoscenze riguardanti l'amore tutto al maschile proprio con la conoscenza e pratica dello Shingon. Il Monte Kōya, in cui il monastero fondato da Kobo Daishi si trova ancora oggi, era sinonimo di amore maschile, fino quasi al termine dell'epoca pre-moderna.
Nonostante l'attribuzione dell'amore tra maschi a Kūkai, le vere radici dell'omosessualità in Giappone risale ad alcuni dei primi testi redatti in lingua giapponese, come il Kojiki (古事記? letteralmente "cronaca di antichi eventi"), redatto nel 712 dal nobile Ō-No-Yasumaro su richiesta iniziale dell'imperatore Tenmu) ed il successivo Nihonshoki (日本書紀?).

## Aspetti culturali
Con l'aumento del potere e dell'influenza dei commercianti, gli aspetti della pratica di shudō sono stati adottati via via anche dalle classi medie, e l'espressione omoerotica in Giappone ha cominciato ad essere più strettamente associato con gli attori itineranti kabuki conosciuti come tobiko (飛子?), che lavoravano anche partime esercitando la prostituzione maschile.
Nel periodo Edo (1600-1868), gli attori kabuki (noti come onnagata che interpretavano ruoli di fatto femminili) spesso praticavano la prostituzione. Gli uomini kagema erano prostituti che lavorano generalmente nel bordello specializzati chiamato kagemajaya (陰間茶屋? casa da tè kagema). Entrambi, sia i kagema sia gli attori kabuki erano molto ricercati dai nobili sofisticati del tempo, i quali non disdegnavano la pratica danshoku/nanshoku, o "amore da maschi".
Dalla restaurazione Meiji e una maggiore influenza occidentale, il cristianesimo ha cominciato a influenzare la cultura, portando ad un rapido declino delle pratiche omoerotiche sanzionati alla fine del 1800.

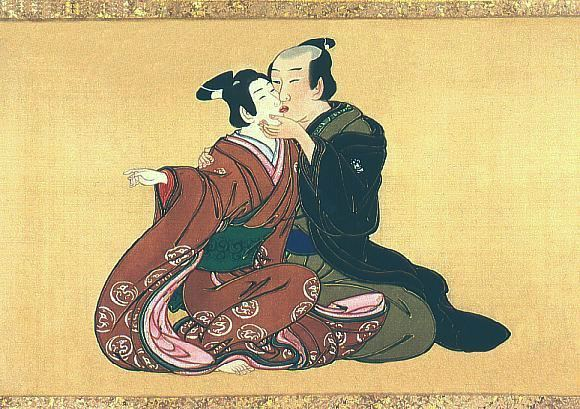
"Uomo e giovane ragazzo". Appuntamento tra un uomo e un adolescente. Miyagawa Isshō, 1750; Pannello di una serie di dieci rotoli dipinti in stile shunga (kakemono-e), pittura sumi-e e gofun su seta. Collezione privata.